# ぺろわん!
『ぺろわん! -早くシなさい! ご主人さま♪-』（ぺろわん はやくしなさい　ごしゅじんさま）は、由伊大輔による日本の漫画作品。『月刊ドラゴンエイジ』（富士見書房）にて連載されていた。

## あらすじ
犬好きの高校生、犬養 志郎は、飼い犬のマシロとともに何気ない日常を送っていた。しかしある日突然マシロが女の子の姿で現れる。困惑する志郎の前に自称魔法使いのアーシェリカ・フォン・フランベルクが現れ、マシロが人間になれるようにしたのは自分だと言い、元に戻して欲しいなら、と志郎にあるゲームを持ちかけるが…

## 登場人物
犬養 志郎（いぬかい しろう）
この作品の主人公。高校生。
ひょんなことから、人間化したマシロを元に戻すか、志郎が犬に、マシロが人間になって関係を入れ替えるかを賭けたゲームを迫られる。
犬バカ、犬フェチとも言われるくらいの犬好きで、女の子にはそれまでほとんど関心がなかった。
マシロ
志郎の飼っている犬。全身白い毛の、雑種のメス。
アーシェリカの魔法で人間化するようになった。しかし見た目だけが人間になっているため社会常識などは一切なく、突飛な行動を取って志郎を慌てさせることも多い。
人間化している際は、志郎のいとことして高校にも通っている。
アーシェリカ・フォン・フランベルク
自称四半千年紀生きている魔法使い。マシロを人間化させた張本人。
他にも人間を犬に変えたり、周囲の人間の記憶を変化させてマシロを転校させたりと、能力は相当のもの。
自分たちが一番偉いと思っている人間という生き物が嫌いであり、志郎とマシロを変身させたのも自分が見ていて楽しいから、と語るが真意は不明。
葛城 綾奈（かつらぎ あやな）
志郎のクラスメイト。現役女子高生アイドル。
美人で明るい性格のため男子生徒を中心に人気があるが、それはアイドルとしての演技で、実際は計算高く腹黒い性格。
志郎がマシロに「尽くしている」ところを立ち聞きしていたため志郎を変態だと思い込んでいる。
飯束 千恵（いいづか ちえ）
志郎のクラスメイト。志郎とは中学からの付き合いで、悪友ポジション。
犬養 一子（いぬかい いちこ）
志郎の妹。人間化したマシロを志郎の彼女と勘違いしている。綾奈と同じく、志郎がマシロに「尽くしている」ところを目撃し、志郎を変態だと思っている。
珠（たま）
志郎の前に現れた謎の少女。志郎とマシロの関係や、アーシェリカの存在について知っている様子だが、正体などは不明。

## 単行本
1. 2011年11月9日 ISBN 978-4-04-712761-6
2. 2012年5月9日 ISBN 978-4-04-712798-2
3. 2012年12月8日 ISBN 978-4-04-712845-3